# Dom zu Oliva

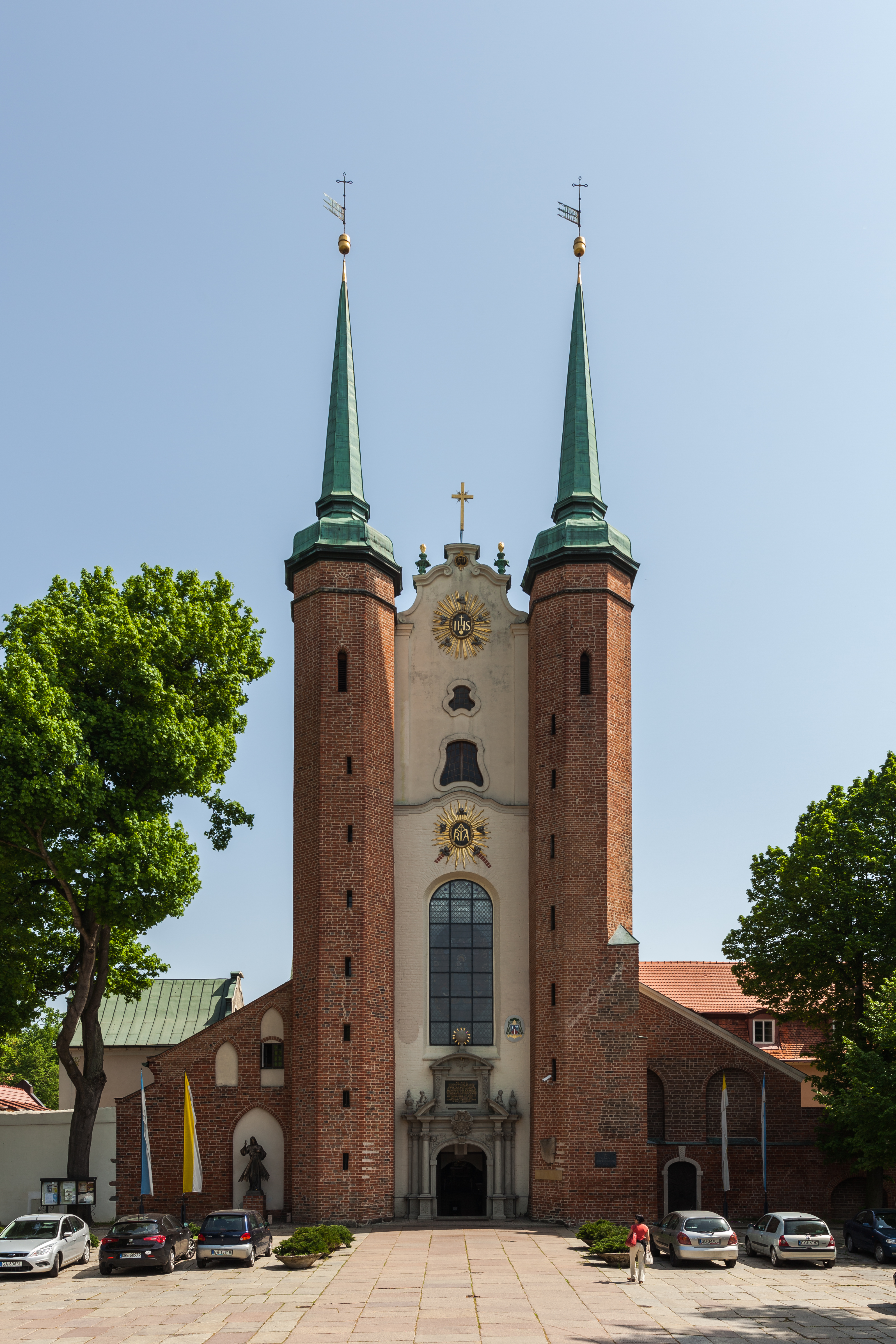
Der Dom zu Oliva

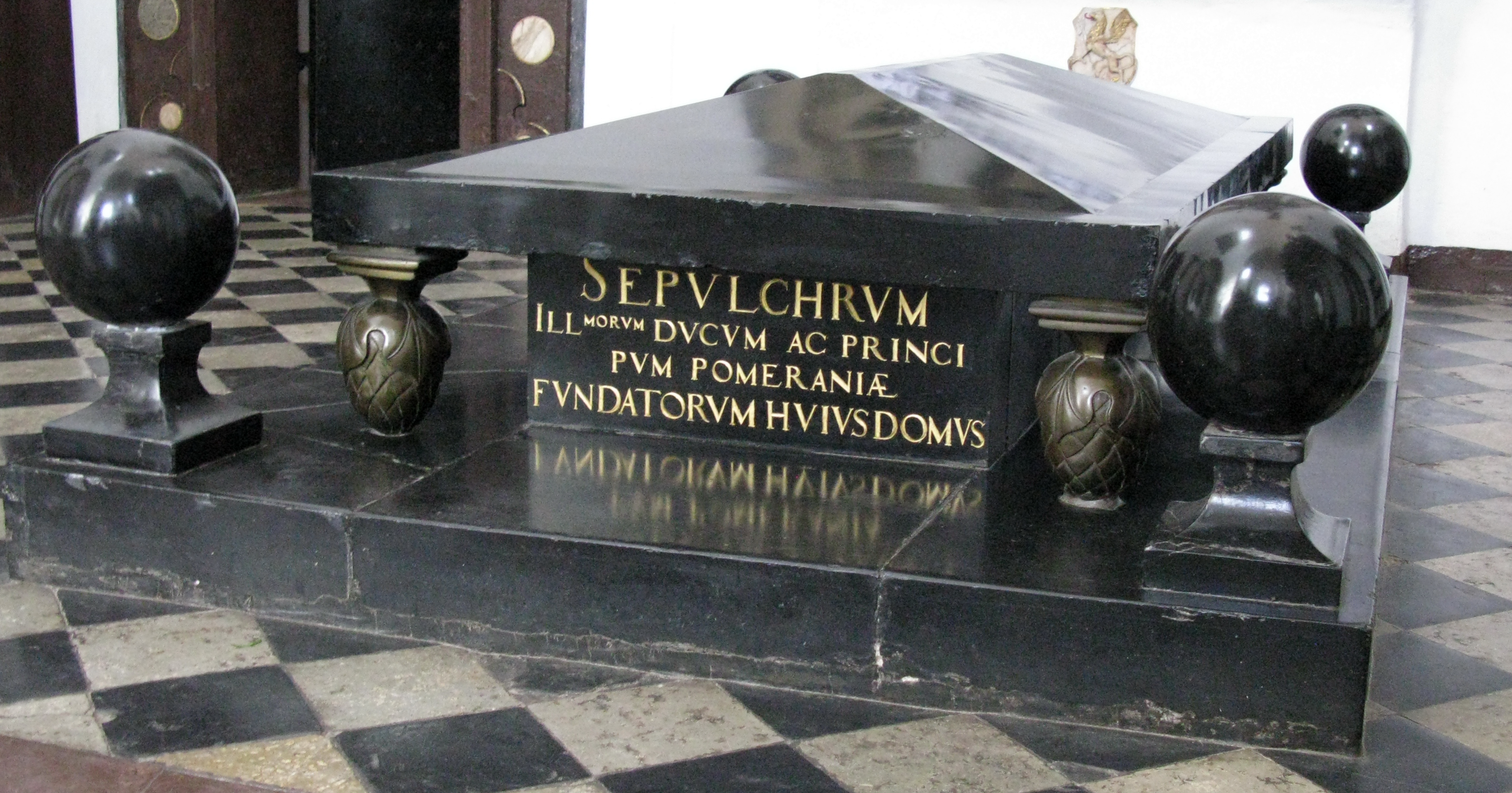
Grabmal der Herzöge von Pommern

Der Dom zu Oliva (polnisch Kościół pod wezwaniem Trójcy Świętej, Najświętszej Maryi Panny i Świętego Bernarda) (Kirche zur heiligen Dreifaltigkeit, heiligsten Jungfrau Maria und zum heiligen Bernhard von Clairvaux) wurde als Kirche des Zisterzienserklosters Oliva errichtet. Seit 1926 ist Oliva (polnisch: Oliwa) ein Stadtteil von Danzig (Gdańsk).

## Architektur
Der Dom ist eine dreischiffige Basilika mit Querschiff und mehreckigem Chor mit Chorumgang.
Die Fassade ist von zwei schlanken Türmen von je 46 Metern Höhe flankiert, mit spitzen barocken Helmdächern, in dieser Höhe für Zisterzienserkirchen außergewöhnlich. Der Eingang führt durch ein barockes Portal aus dem Jahr 1688. Die Vierung trägt einen Glockenturm (Dachreiter), was typisch für Zisterzienser-Kirchen ist.
Die Gesamtlänge beträgt 107 Meter (Außenmaß) und 97,6 Meter (Innenmaß). Es ist das längste Zisterzienser-Kirchengebäude der Welt.

## Geschichte

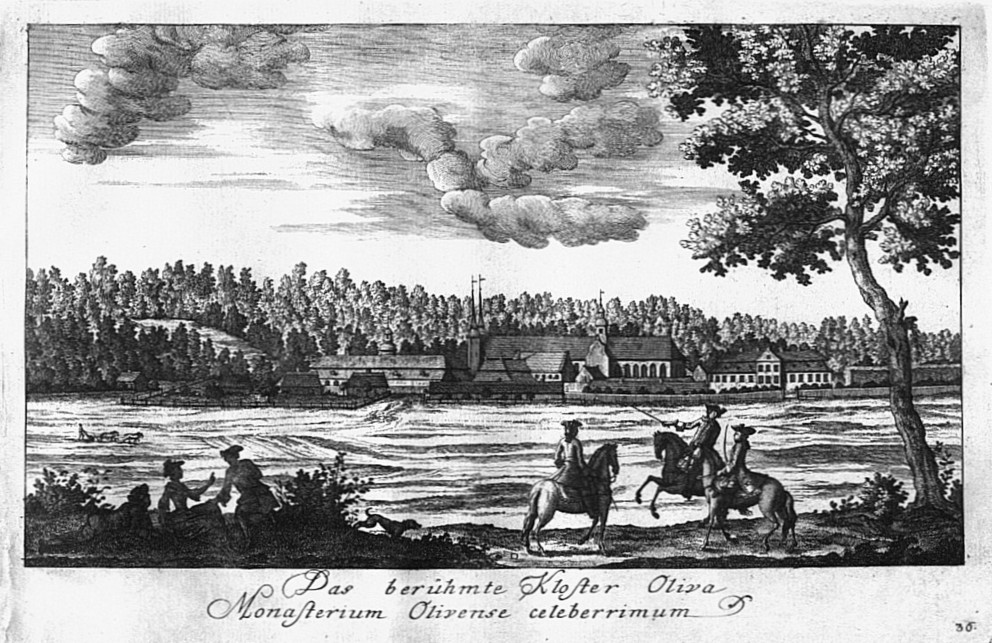
Dom und Kloster Oliva 1765

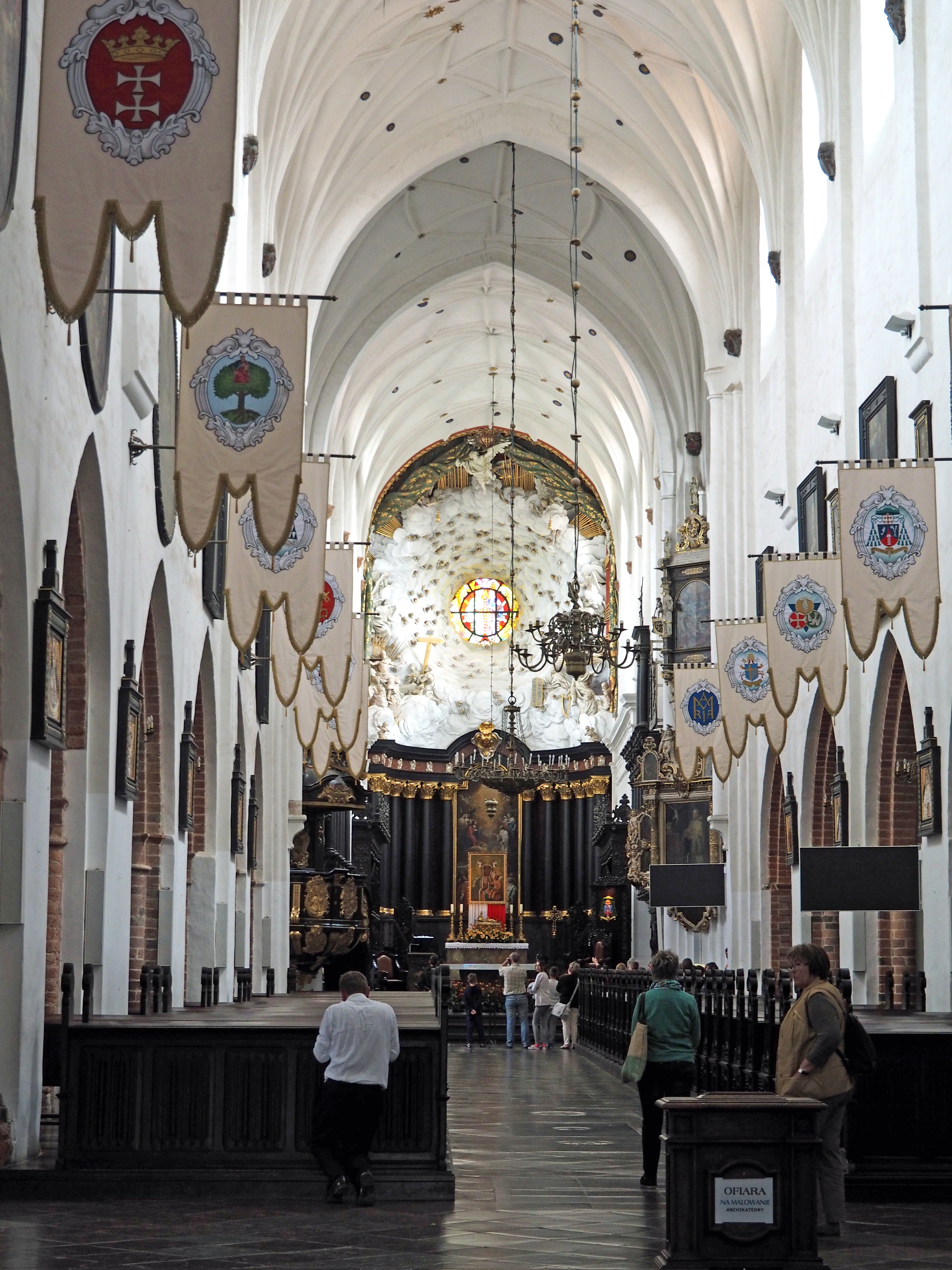
Mittelschiff

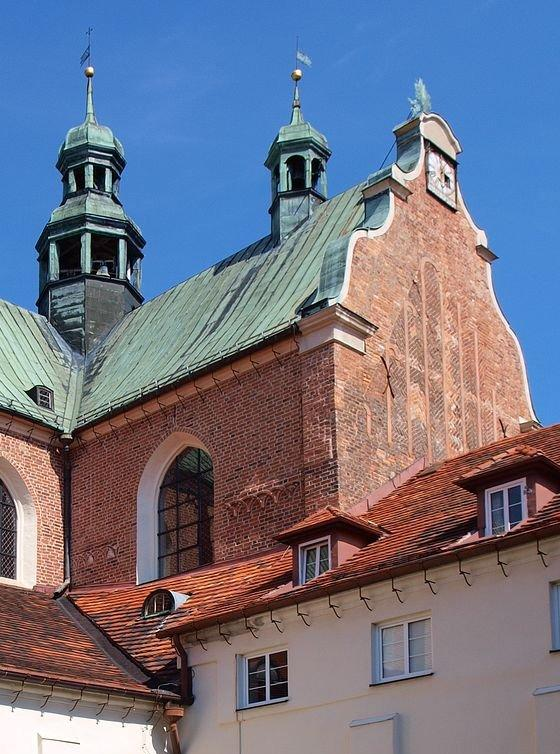
Romanischer Kreuzbogenfries und romanisch-frühgotische Ziegelmuster am Südquerhaus, Giebel nach 1622 wiederhergestellt

Die Zisterzienser errichteten 1186 mit Zustimmung der Herzöge von Pommern ein Kloster „ad montem Olivarum“. Die erste romanische Kirche wurde 1224 von den Pruzzen niedergebrannt, von den Mönchen wiederaufgebaut und erweitert und 1234 (oder 1236) ein zweites Mal von den Pruzzen niedergebrannt. 1350 fielen das Kloster und die Kirche erneut den Flammen zum Opfer. In der zweiten Hälfte des 14. Jahrhunderts wurde eine gotische Kirche in der heutigen Form errichtet. Es gibt aber einige romanische und frühgotische Stellen, die noch unter den Pommernherzögen errichtet wurden.
1831 wurde der Zisterzienserorden von den preußischen Behörden liquidiert und das Kloster Oliva geschlossen. Die Kirche und ein Teil des Klosters wurden der katholischen Kirchengemeinde zugeteilt.
1925 errichtete Papst Pius XI. eine Danziger Diözese. Die Kirche zu Oliva wurde damit zur Kathedrale erhoben und Oliva wurde Verwaltungssitz der Diözese und Bischofssitz. 1976 erhielt die Kirche durch Papst Paul VI. den Titel einer Basilica minor verliehen.

## Ausstattung
Im Innenraum befinden sich 23 meist hoch- und spätbarocke Altäre. Der alte Hochaltar (1605) im Stil der niederländischen Renaissance wurde 1699 durch einen barocken Altar ersetzt, der als Meisterwerk des pommerschen Barocks gilt. 1615 schuf Abraham van den Blocke (1572–1628) das Grabmal der Familie Koss mit vier lebensgroßen, vor einem kleinen Kruzifix knienden Gestalten aus weißem und schwarzem Marmor.
Die Bilder sind Werke von Herman Han (1574–1628), Adolf Boy (1612–1680), Andreas Stech (1635–1697) und Andreas Schlüter (1660–1714). Die Kapellen sind dem Hl. Johannes Nepomuk und dem Heiligen Kreuz gewidmet.

Im Innern des Domes
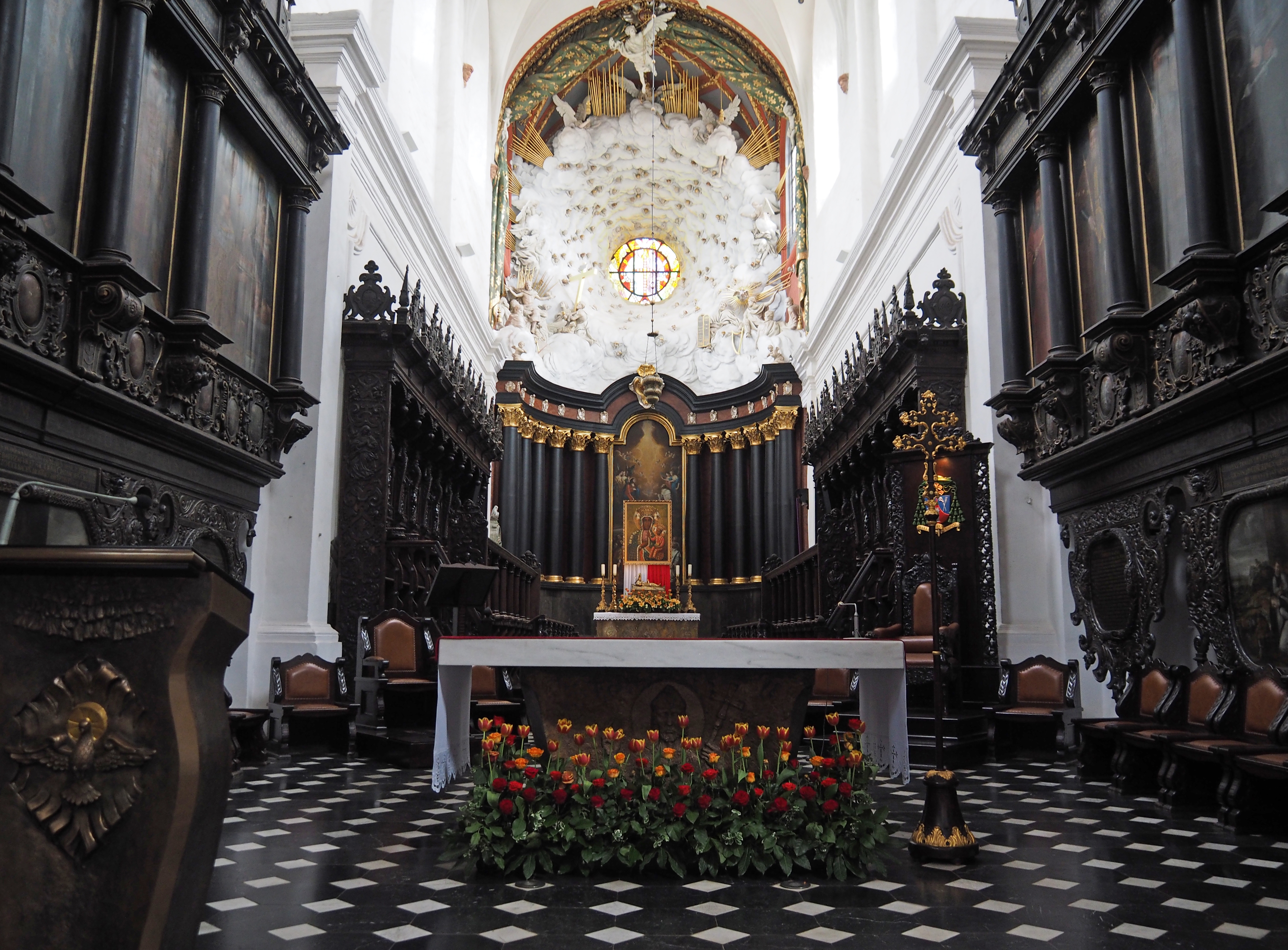
Altar und Chor
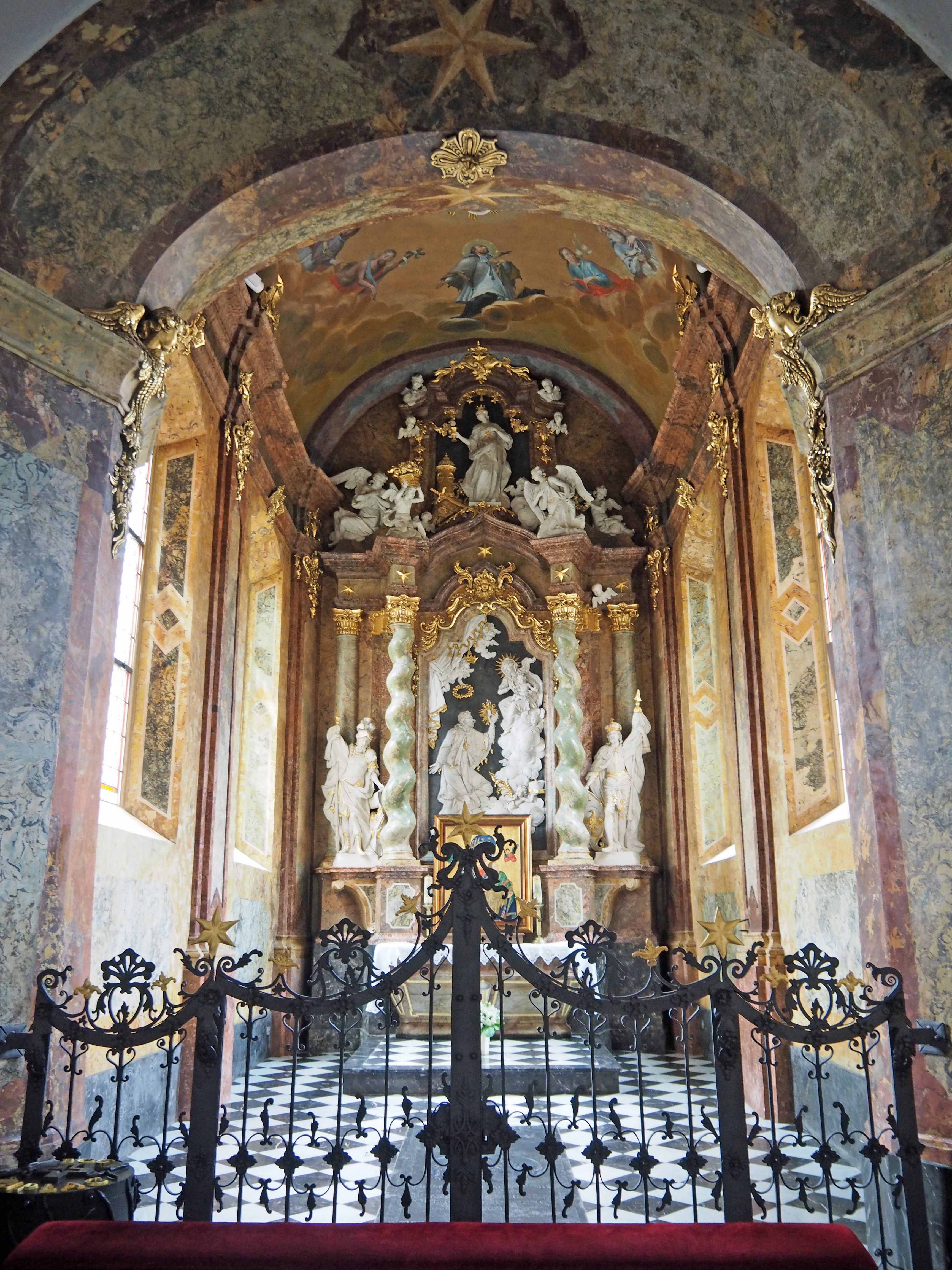
Rokoko-Altar des Heiligen Johannes Nepomuk
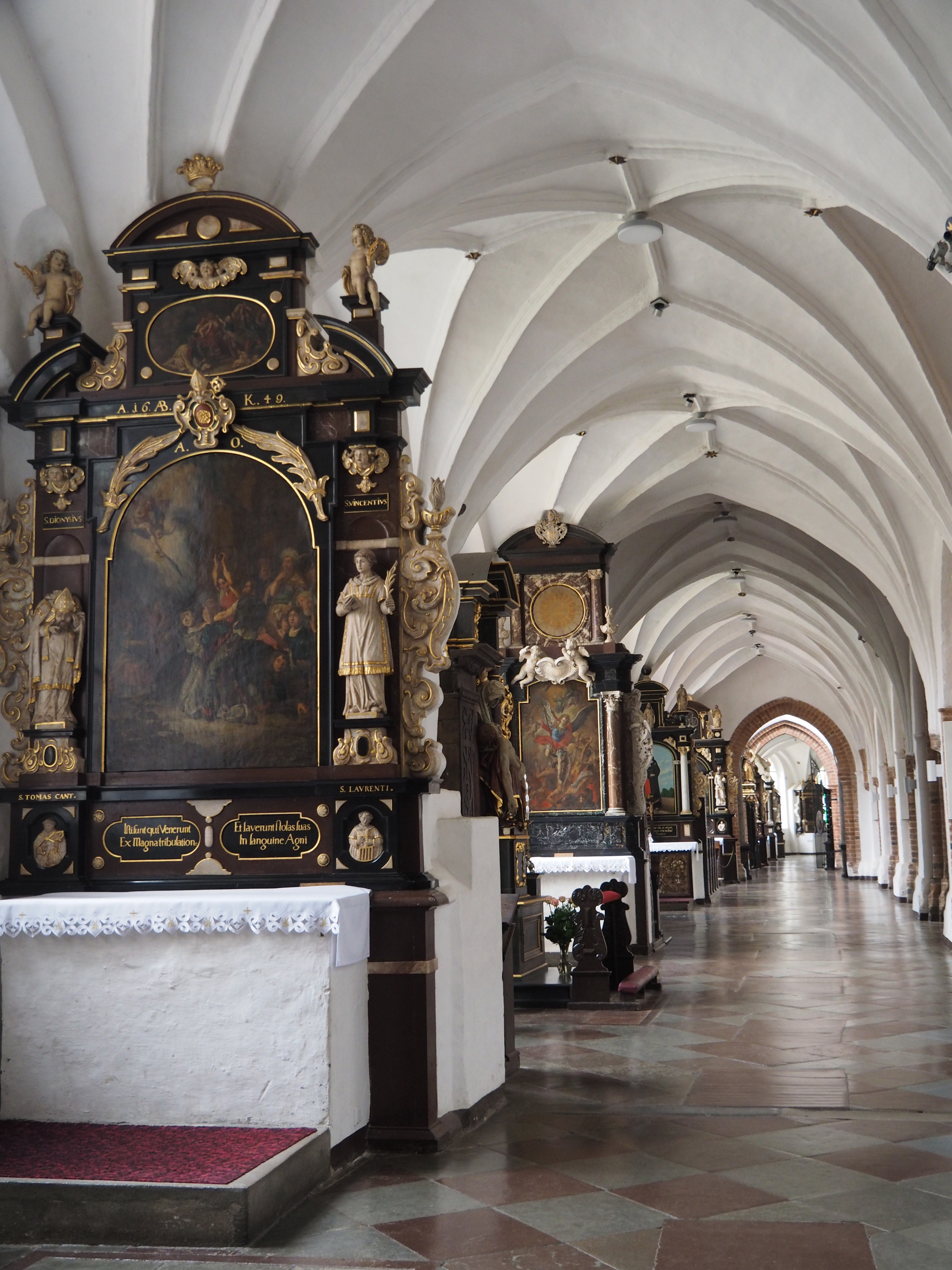
Seitengang mit Altären
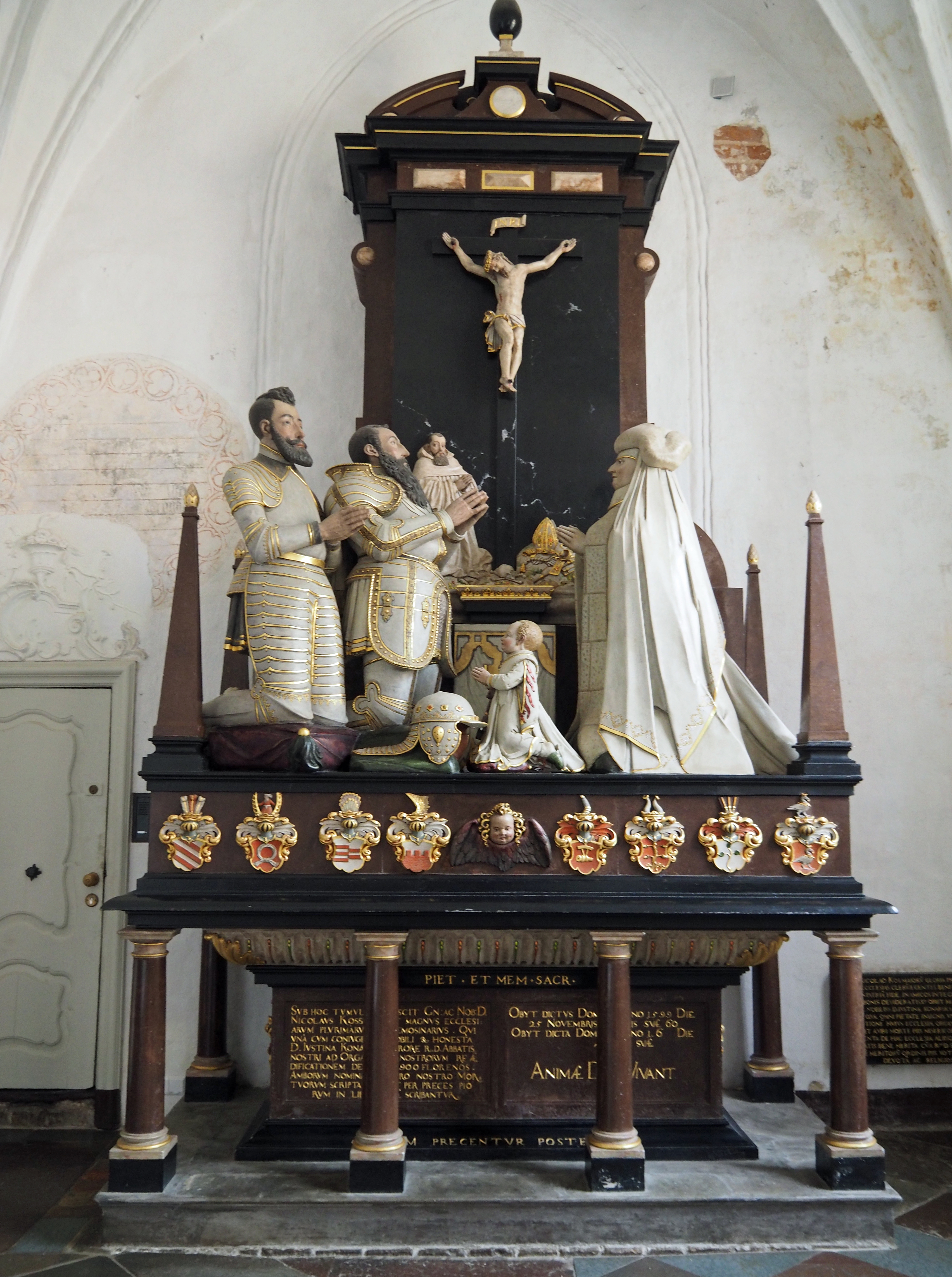
Grabstätte der Familie Nicolaus Koss

### Orgeln

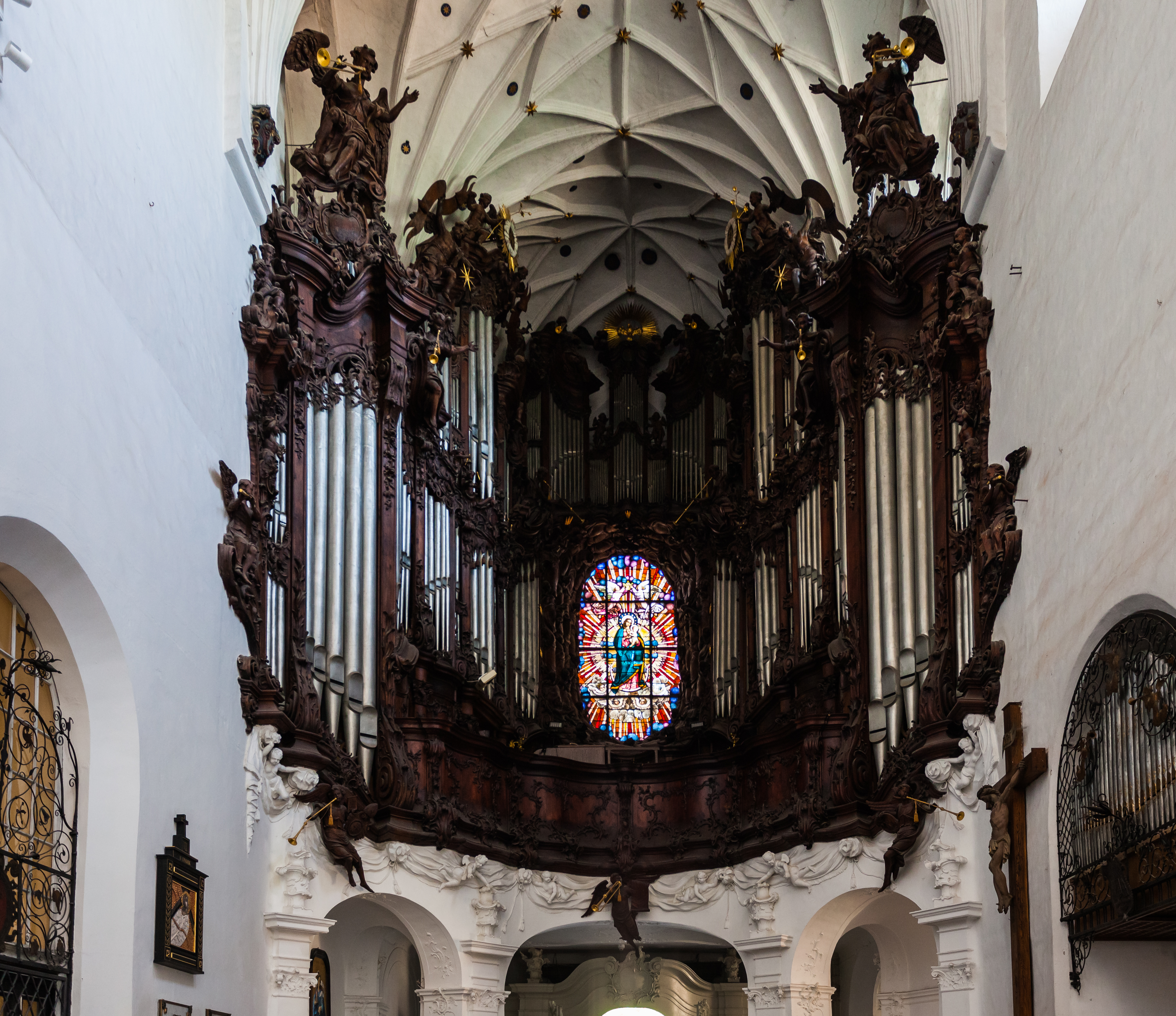
Barockprospekt der Hauptorgel von 1793

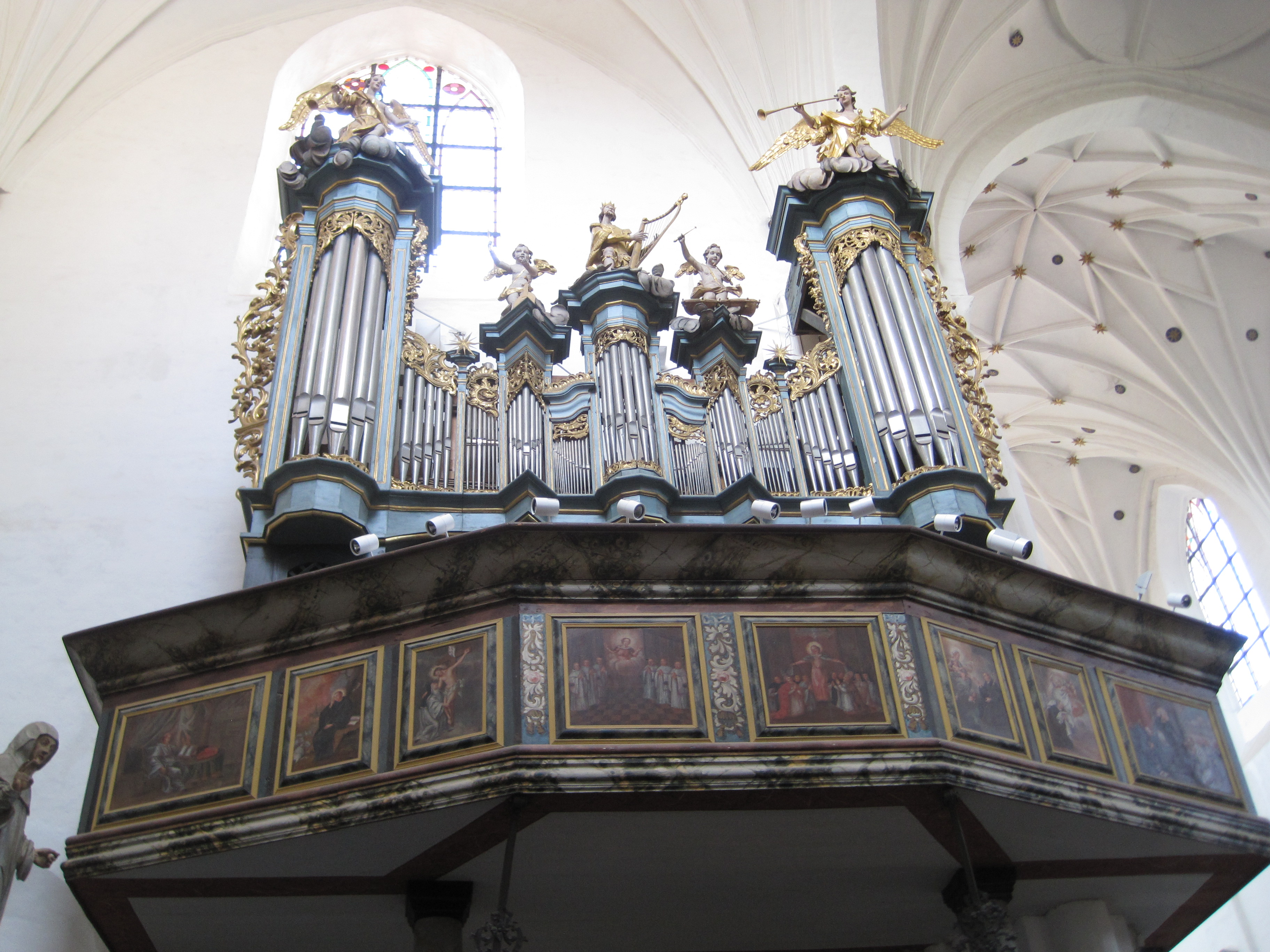
Rokokoprospekt der Seitenorgel von 1680

Im Dom befinden sich drei Orgeln: die große Orgel auf der Westempore über dem Eingang, ein Positiv in einer Westarkade und eine Seitenorgel am südlichen Ende des Querschiffs. Zusammen sind sie mit 111 Registern die viertgrößte Orgel in Polen. Der Prospekt der Hauptorgel von 1763/93 ist der  größte erhaltene Barockprospekt weltweit. Der Prospekt der kleinen Orgel ist von 1680. Die große Orgel ist in Teilen von 1793 erhalten und wurde mehrmals umgebaut. Die Seitenorgel wurde 2003 neu eingebaut.